# Ludwig III. (Bayern)

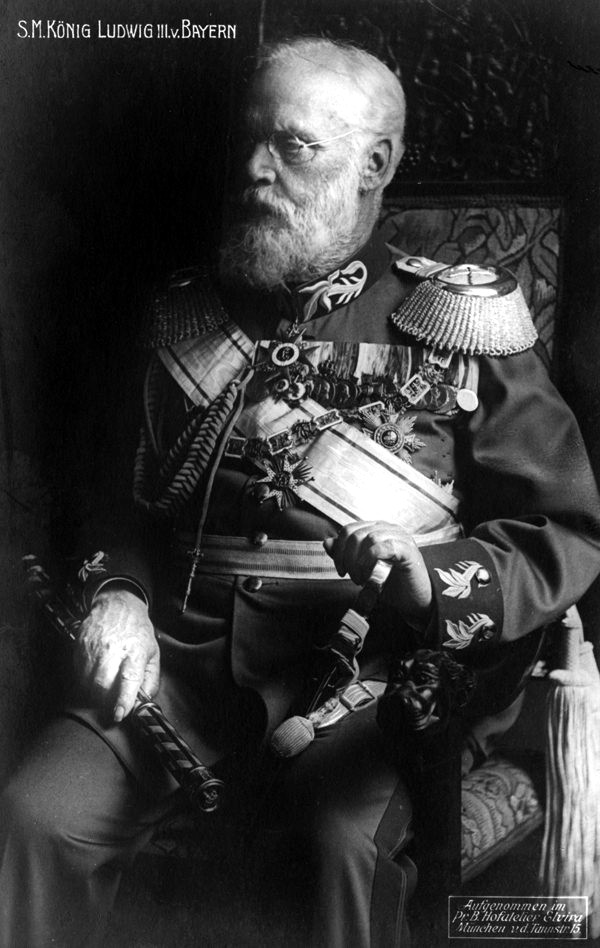
Ludwig III. von Bayern, 1914 (Fotografie im Atelier Elvira)

Ludwig Leopold Joseph Maria Aloys Alfred, König von Bayern als Ludwig III. (* 7. Januar 1845 in München, Königreich Bayern; † 18. Oktober 1921 auf Schloss Nádasdy in Sárvár, Ungarn), war ab 1912 Prinzregent und von 1913 bis 1918 der letzte König von Bayern. Auf dem Gebiet der Wirtschafts- und Agrarpolitik interessiert und kenntnisreich, war Ludwig zunächst entschlossen, die verfassungsmäßig noch immer starke Stellung der Krone zu eigenem politischen Handeln zu nutzen, ließ sich dann aber im Verlauf des Ersten Weltkriegs von den zivilen und militärischen Reichsstellen fast völlig überspielen. Mit seiner durch die Novemberrevolution unmittelbar vor dem Ende des Weltkriegs erfolgten Absetzung endete am 7. November 1918 die 738 Jahre währende Herrschaft der Wittelsbacher-Dynastie über Bayern.

## Frühe Jahre
Ludwig III. von Bayern wurde in München in den Kurfürstenzimmern der Münchner Residenz als ältester Sohn des späteren Prinzregenten Luitpold und der Prinzessin Auguste Ferdinande von Habsburg-Toskana geboren. Noch am Tag seiner Geburt wurde er im Thronsaal der Münchner Residenz auf den Namen seines Großvaters König Ludwig I. getauft, der die Patenschaft übernahm. Seine Geschwister waren Leopold (1846–1930), Therese (1850–1925) und Arnulf (1852–1907). Durch seine Großmutter Maria Anna stammte Ludwig, dessen Familie der Seitenlinie Pfalz-Birkenfeld der Familie der Wittelsbacher angehörte, auch von der bayerischen Kurfürstenlinie der Wittelsbacher ab.

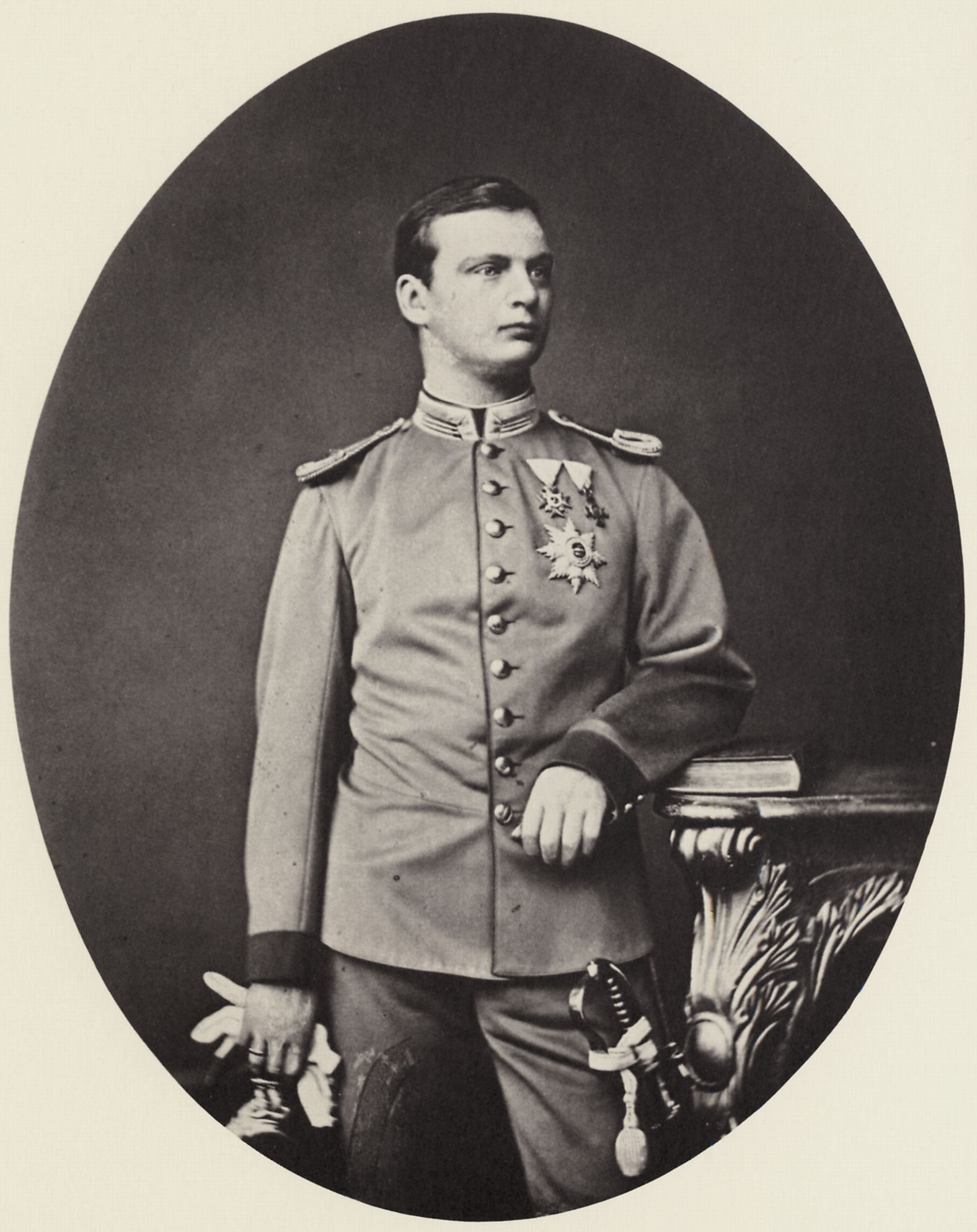
Prinz Ludwig, ca. 1868

Von 1852 bis 1863 fungierte der Artillerieoffizier Ferdinand Ritter von Malaisé als sein Erzieher und Hauslehrer, ab 1855 unterstützt durch Heinrich von Vallade. Ein Besuch Griechenlands mit seinem Bruder Leopold wurde Anfang 1862 abgebrochen, nachdem es bereits zu ersten Unruhen gekommen war. Einige Jahre später verzichtete Ludwig zu Gunsten des Bruders auf seine griechischen Thronansprüche, nachdem sein Onkel Otto von Griechenland ohnehin abgedankt hatte.
Ludwig studierte 1864/65 in München an der Ludwig-Maximilians-Universität Philosophie, Jura, Geschichte und Nationalökonomie. Für seine Studien besuchte er öffentliche Kurse an der Münchner Universität und ließ nicht, wie sonst üblich, Professoren zum Privatunterricht zu sich nach Hause bestellen.
1866 nahm er am Krieg gegen Preußen teil. Im Mainfeldzug wurde er als Ordonnanzoffizier seines Vaters am 25. Juli 1866 bei Helmstadt verwundet, was dazu beitrug, dass er Militärischem eher abgeneigt war.
Ludwig heiratete am 20. Februar 1868 in Wien Marie Therese, Erzherzogin von Österreich-Este und Prinzessin von Modena. Im selben Jahr übernahm er das Ehrenpräsidium im Zentralkomitee des Landwirtschaftlichen Vereins.
Seit dem 23. Juni 1863 war Ludwig Mitglied in der Kammer der Reichsräte. 1870 votierte er als Mitglied des Reichsrats für die Annahme der Novemberverträge. 1871 kandidierte er bei den ersten Reichstagswahlen im Reichstagswahlkreis Oberbayern 2 erfolglos für die Bayerische Patriotenpartei.

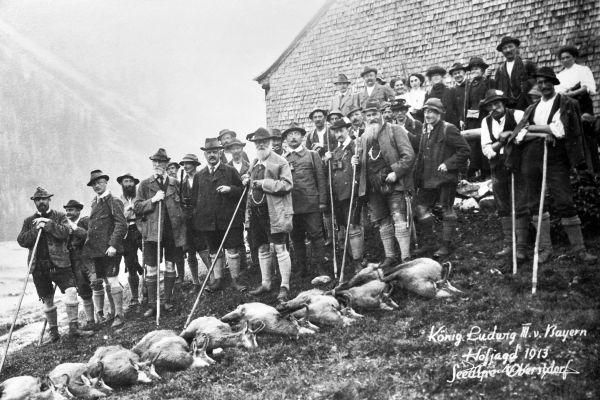
Ludwig (links der Bildmitte mit Bergstock und heller Jacke) samt Gefolge bei der Gamsjagd, Seealpe bei Oberstdorf, 1913

1875 kaufte Ludwig das Schloss Leutstetten und machte daraus ein landwirtschaftliches Mustergut. Nachdem Ludwig das Anwesen und die dazugehörigen Ländereien erstanden hatte, kaufte er in den darauffolgenden Jahrzehnten größere Flächen und verdoppelte somit den anfänglichen Grundbesitz nahezu. Trotz des überwiegenden Waldanteils war die Forstwirtschaft nicht der größte wirtschaftliche Sektor dieses Anwesens. Das Gut hatte in unterschiedlichen Stallungen 158 Milchkühe, wobei penibel auf Hygiene, Pflege und tierärztliche Kontrollen geachtet wurde. Man baute auch Hafer und Roggen an und besaß eine kleine, aber nicht unbedeutende Vollblutpferdezucht. Ludwig war danach über viele Jahrzehnte Teil der landwirtschaftlichen Wanderversammlung des bayerischen Landwirtschaftsvereins, die im ganzen Königreich Bayern gastierte und erläuterte hier in Reden und Vorträgen seine Erkenntnisse. Ludwig ging wie sein Vater gerne zur Jagd und zeigte sich auch oft bei Pferdemärkten und Pferderennen, vor allem wenn seine eigenen Pferde aus der Leutstettener Zucht beteiligt waren.
Anders als sowohl sein Vater wie auch Großvater war Ludwig jedoch nur wenig an Kunst interessiert. Ludwig war ansonsten sehr sparsam und ein eher zögerlicher Mensch, der sich um all seine Handlungen Gedanken machte und nicht leicht zu Entscheidungen kam. Das Verhältnis von König Ludwig II., der seit 1864 regierte, zur Familie des Prinzen Luitpold war nicht besonders gut. Auch seinem Cousin Ludwig, der um ein halbes Jahr älter war, verübelte der junge Monarch den zu wenig ehrerbietigen und „respektlosen“ Umgang. Luitpold übernahm nach langem Zögern am 10. Juni 1886 als Prinzregent nach der Entmündigung des Königs die Regierungsverantwortung, kurze Zeit später auch für Ludwigs Bruder König Otto.

## Thronfolger
Durch die Kinderlosigkeit der Söhne seines Onkels Maximilians II. und den Regentschaftsbeginn seines Vaters 1886 war früh klar, dass Ludwig, beziehungsweise seine Nachkommen, die Krone Bayerns erben würden. 1887 zog Ludwig in das Wittelsbacher Palais. Er widmete sich weiter dem Studium der Landwirtschaft, förderte das Kanalsystem und nahm an einer Vielzahl öffentlicher Angelegenheiten teil, wobei er sich als Redner auszeichnete. Martha Schad zitiert allerdings in ihrem Buch Bayerns Königinnen einen Brief, in dem Ludwig seiner späteren Frau gesteht, dass er kein großer Redner sei und öffentliche Vorträge ihm zuwider seien.
Im Jahre 1896 kam es in Moskau zu einem Eklat, als sich Ludwig bei den Krönungsfeierlichkeiten des Zaren dagegen verwahrte, lediglich als ein Mitglied der Gefolgschaft von Prinz Heinrich von Preußen und der ihn „begleitenden deutschen Fürstlichkeiten“ begrüßt zu werden. Im selben Jahr wurde er zum Ehrenmitglied der Bayerischen Akademie der Wissenschaften ernannt. Ludwig setzte sich auch viele Jahre dafür ein, dass die bayerischen Universitäten gefördert wurden. 1901 wurde er zum Dr.-Ing. der Technischen Hochschule und zum Dr. oecon. der Universität München ernannt. Ludwig war auch als Protektor des Deutschen Museums aktiv und schon seit 1903 einer der wichtigsten Förderer des Münchner Großvorhabens. Daneben setzte sich Ludwig als Thronfolger für die Entstehung des Ausstellungsgeländes im Bavariapark ein. So hatte er schon im Jahre 1892 darauf hingewiesen, „daß die fortschreitende Bebauung der Theresienhöhe mit Miethäusern die monumentale Stellung der Ruhmeshalle und Bavaria zu gefährden drohe. Die Schaffung ständiger Ausstellungsbauten, ohnehin ein dringendes Bedürfnis für die Stadt, bot die besten Garantien für eine würdige Umgebung der Bavaria.“
1906 setzte er sich dann für die bayerische Wahlrechtsreform ein, was SPD-Gründer August Bebel lobte: „Das deutsche Volk hätte, wenn es den Kaiser aus einem der deutschen Prinzen wählen dürfte, vermutlich den Wittelsbacher Ludwig und nicht den Preußen Wilhelm I. gekürt.“ Denn auch die Beseitigung sozialer Missstände lag Ludwig am Herzen; so war er beispielsweise bei der Eröffnung des Schwabinger Krankenhauses 1910 anwesend. Ludwig wusste auch durch seinen engen Kontakt zur Landwirtschaft, wie es einem Großteil des bayerischen Volkes erging, das dort seinen Lebensunterhalt bestritt.

## Prinzregent von Bayern

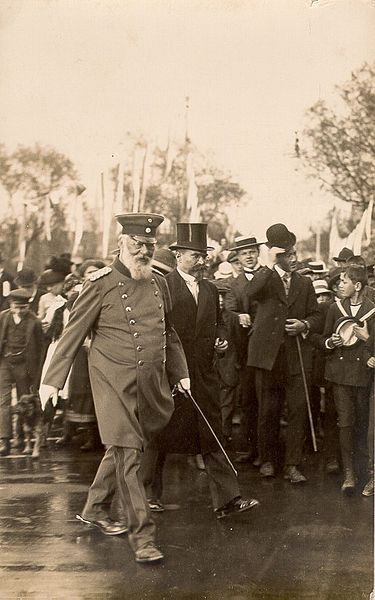
Ludwig III. mit Finanzminister Georg Ritter von Breunig, ca. 1905

Nach dem Tode seines Vaters Luitpold folgte ihm Ludwig am 12. Dezember 1912 als Prinzregent von Bayern nach. König war zu dieser Zeit nominell weiterhin sein Cousin Otto I., der jedoch seit seiner Jugend geisteskrank und bereits bei seiner Thronbesteigung im Jahre 1886 regierungsunfähig war.

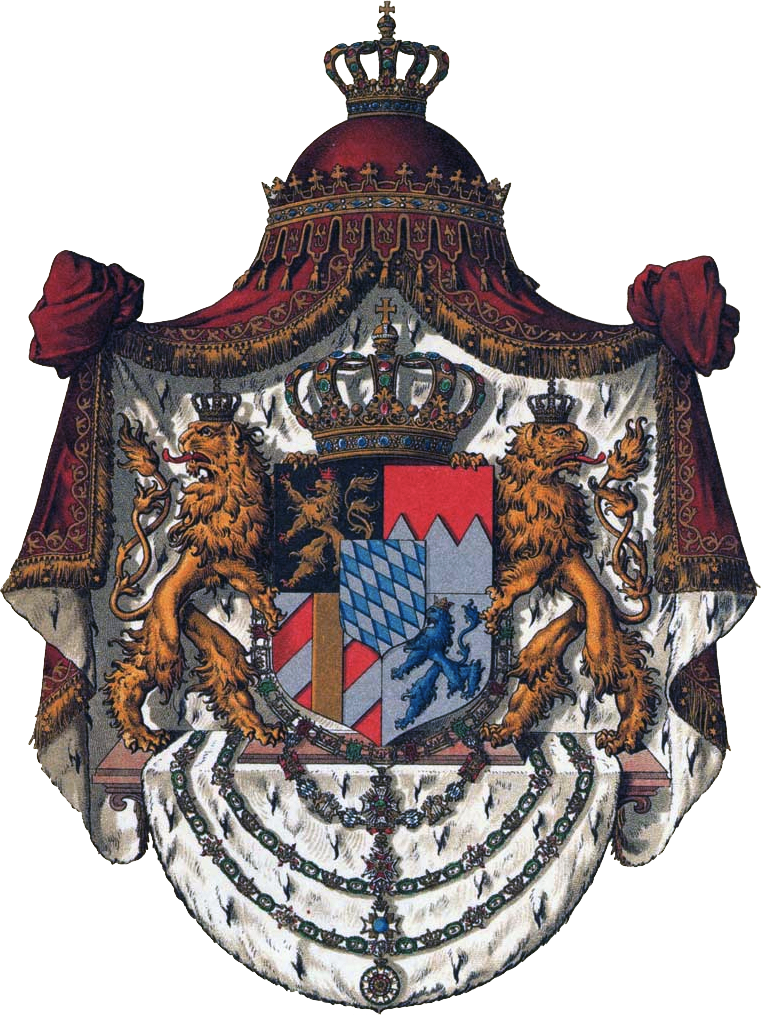
Großes Wappen des Königreichs Bayern

Schon im Herbst 1912 beriet der Ministerrat über eine Königsproklamation für Ludwig, jedoch ergaben Sondierungsgespräche, dass die Zentrumsfraktion die erforderliche Verfassungsänderung mehrheitlich nicht mittragen würde.
Im Oktober 1913 kam das Thema erneut auf die Tagesordnung, nachdem Auszüge eines von Karl von Unzner verfassten Rechtsgutachtens bekannt geworden waren, das die aktuelle Regentschaft durch Proklamation als verfassungswidrig einstufte. Durch eine Änderung der bayerischen Verfassung, zu der nun auch das Zentrum bereit war, wurde schließlich die grundsätzliche Möglichkeit geschaffen, im Fall einer lange andauernden Krankheit des Königs die Regentschaft zu beenden und den nächsten Wittelsbacher in der Thronfolge den bayerischen Thron besteigen zu lassen. Die Initiative zu dieser Verfassungsänderung ging dabei – anders als oft behauptet – nicht vom Prinzregenten Ludwig aus, sondern von seinen Ministern, insbesondere von Finanzminister Georg Ritter von Breunig. Nachdem der Staatsrat und die beiden Parlamentskammern zugestimmt hatten, trat das Gesetz zur Regentschaftsbeendigung am 4. November 1913 in Kraft. Am 5. November 1913 erklärte Prinzregent Ludwig in einer von den bayerischen Ministern unterzeichneten Erklärung seine Regentschaft für beendet und den Thron als „erledigt“, womit Otto seine königlichen Rechte verlor. Am selben Tage wurde er als Ludwig III. zum König von Bayern ausgerufen. Da Titel und Würden König Ottos jedoch nicht angetastet wurden, gab es bis zum Tode Ottos im Oktober 1916 zwei Könige in Bayern.
Bereits die „Prinzregentenzeit“, wie die Regentschaft seines Vaters Prinz Luitpolds häufig bezeichnet wird, gilt aufgrund der politischen Passivität Luitpolds als Ära der allmählichen Rückstellung bayerischer Interessen hinter die des Reichs. In Verbindung mit dem unglücklichen Ende der vorausgegangenen Herrschaft König Ludwigs II. wirkte dieser Bruch in der bayerischen Monarchie umso stärker. Die Verfassungsänderung von 1913 schließlich brachte nach der Ansicht von Historikern den entscheidenden Bruch in der Kontinuität der Königsherrschaft, zumal diese Änderung vom Landtag als Volksvertretung bewilligt worden war und somit indirekt schon einen Schritt weg von der konstitutionellen hin zur parlamentarischen Monarchie bedeutete. Ludwig III. war jedoch bemüht, als König bayerischen Interessen wieder mehr Geltung zu verschaffen.

## König von Bayern

### Regierungsbeginn und politische Prioritäten
Am 8. November 1913 leistete der neue König den Eid. Am 12. November fuhr er im achtspännigen vergoldeten Krönungswagen von der Residenz zum Gottesdienst in der Frauenkirche. Für Januar 1914 setzte Ludwig dann eine Audienz und ein Diner für die diplomatischen Korps aus München und Berlin an. Dies führte zu Verstimmungen mit Kaiser Wilhelm II. in Berlin, obwohl Bayern weiterhin außenpolitische Kompetenzen hatte. Bereits zuvor war das Verhältnis zum Kaiser in Berlin nicht ungetrübt, der Kaiser verletzte Ludwig durch sein oft nicht rücksichtsvolles und immer burschikoses Wesen, beschrieb der bayerische Gesandte in Berlin das schwierige Verhältnis und fügte hinzu, der Wittelsbacher langweile den Kaiser durch eine gewisse Schwerfälligkeit und Gründlichkeit und den ihm eigenen Mangel an Humor.

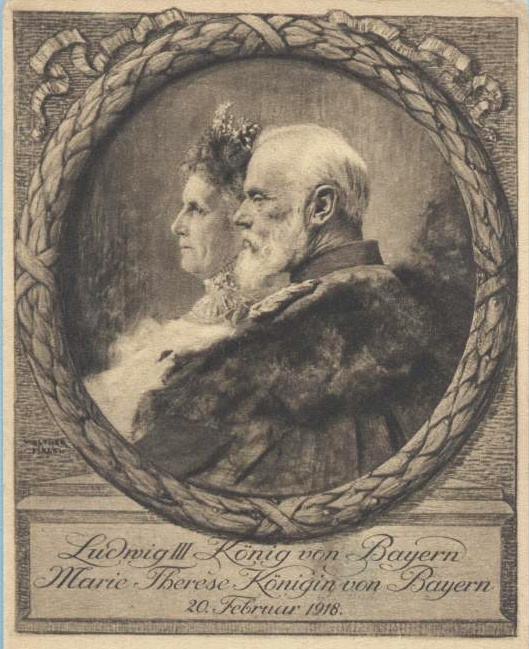
Offizielles Porträt zur Goldenen Hochzeit, 1918 (Gemälde von Walther Firle)

Auch als König ging er wie bisher bedenkenlos in München spazieren und traf sich mit seinen bürgerlichen Freunden in einem Lokal in der Türkenstraße. Ludwigs Leidenschaft blieb auch nach seiner Thronbesteigung die Landwirtschaft, so dass man im Volk (wenn auch durchaus in respektvoller Zuneigung) vom „Millibauer“ (hochdeutsch: Milchbauer) auf dem Thron sprach. Die leutselige und unprätentiöse Art hatte Ludwig schnell zum beliebtesten wittelsbachischen Prinzen gemacht. Dies änderte sich jedoch nach der Thronbesteigung, denn es fehlte ihm in den Augen vieler Zeitgenossen nun die Ausstrahlung als weiser Monarch und Vaterfigur. Die zahlreichen Karikaturen in diesem Zusammenhang nahm er jedoch dann doch mit Humor. Auch als er erfuhr wegen seiner meist schlecht sitzenden Hosen der „Vielfältige“ genannt zu werden, worauf er gesagt haben soll es wäre ihm lieber als der „Einfältige“.
Wie sein liberalerer Vater ließ Ludwig weitgehend seine Minister regieren. Die Soziale Frage gehörte auch nach dem Regierungsantritt Ludwigs zu den dringlichsten Probleme der Politik und 1913 waren von der bayerischen Regierung Pläne zur staatlichen Unterstützung Arbeitsloser ausgearbeitet worden, die aber in der Kammer der Reichsräte scheiterten. Anfang 1914 kam es daher in ganz Bayern zu Demonstrationen. Ludwigs kurze Amtszeit war stark katholisch geprägt. Er stand dem Zentrum nahe. Seine Sozialpolitik orientierte sich stark an der Enzyklika Rerum Novarum, die 1891 von Papst Leo XIII. verkündet worden war. 1913 wurde die Basilika St. Anna in Altötting, für deren Errichtung sich Ludwig eingesetzt hatte, ihm zu Ehren vom Papst zur basilica minor erhoben. Mit der Billigung des Heiligen Stuhls begründete der König am 14. Mai 1916 das Fest der „Patrona Bavariae“ in München, das in den folgenden Jahren in allen bayerischen Diözesen begangen wurde. Die Freisinger Bischofskonferenz beschloss dann 1970, den Festtermin als Auftakt zum Marienmonat auf den 1. Mai festzulegen. Außerdem setzte Ludwig sich tatkräftig für den Ausbau des Ludwig-Donau-Main-Kanals ein.

### Kriegsausbruch
Am 14. April 1914 empfing Ludwig noch den österreichisch-ungarischen Thronfolger Franz Ferdinand als Staatsgast in München, kurz bevor dessen Ermordung in die Katastrophe führte. Während Unterfranken am 28. Juni 1914 seine hundertjährige Zugehörigkeit zu Bayern feierte, erhielt König Ludwig dort in Würzburg ein Telegramm: Der österreichische Thronfolger Franz Ferdinand war in Sarajevo einem Attentat zum Opfer gefallen. In der Sitzung des Ministerrats am 15. Juli war die Lage auf dem Balkan jedoch kein Thema. Als der Württembergische Ministerpräsident Karl von Weizsäcker anregte, den Bundesratsausschuss einzuberufen, um eine gemeinsame Position der kleineren Bundesstaaten zu finden, winkte man in München ab. Gleichwohl gab es bereits umfangreiche Gesandtschaftsberichte der bayerischen Gesandtschaft in Berlin unter Graf Lerchenfeld. Als der österreichische Kaiser Franz Joseph dem Königreich Serbien am 28. Juli den Krieg erklärte, war der König nicht in München, sondern auf seinem Mustergut Leutstetten. Ebenso zunächst am 1. August, als Wilhelm II. in Berlin die Mobilmachung befahl und sich in der Landeshauptstadt eine begeisterte Menge vor dem Wittelsbacher Palais versammelte, um den König zu sehen.

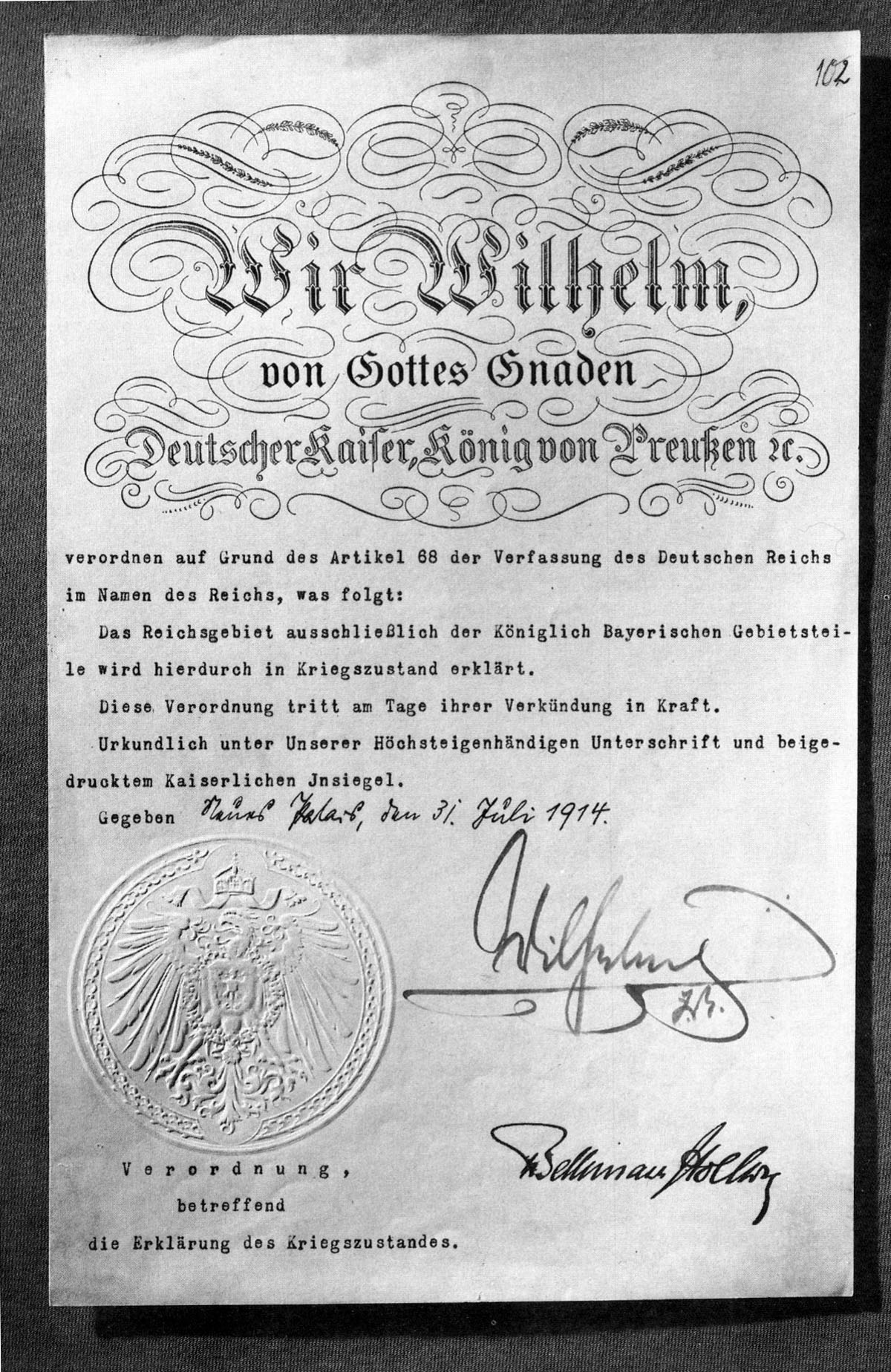
31. Juli 1914: Von Kaiser und Reichskanzler gezeichnete Erklärung des Kriegszustandes im Deutschen Kaiserreich „ausschließlich der königlich bayerischen Gebiete“

Als der Erste Weltkrieg Ende Juli 1914 ausbrach, sandte Ludwig an Kaiser Wilhelm II. eine Solidaritätserklärung. Mit der Verhängung des Kriegszustandes veränderten sich die Rahmenbedingungen für Bayerns militärische Eigenständigkeit grundlegend. Die bisher auf den bayerischen König vereidigte Armee wurde nun dem deutschen Kaiser unterstellt. Allerdings war dazu eine offizielle Feststellung des Kriegszustandes durch den bayerischen König notwendig und da diese offizielle bayerische Kundgabe zur Kriegszustandserklärung des Kaisers am 31. Juli zunächst noch fehlte, mussten entsprechende Extrablätter der Münchner Zeitungen wieder von den Anschlagtafeln abgenommen werden. Am 1. August 1914 kam Ludwig III. nach München und gab abends um 19:30 Uhr an der Seite seiner Frau vom Balkon des Wittelsbacher Palais aus die Mobilmachung bekannt.

### Erster Weltkrieg und Kriegsziele

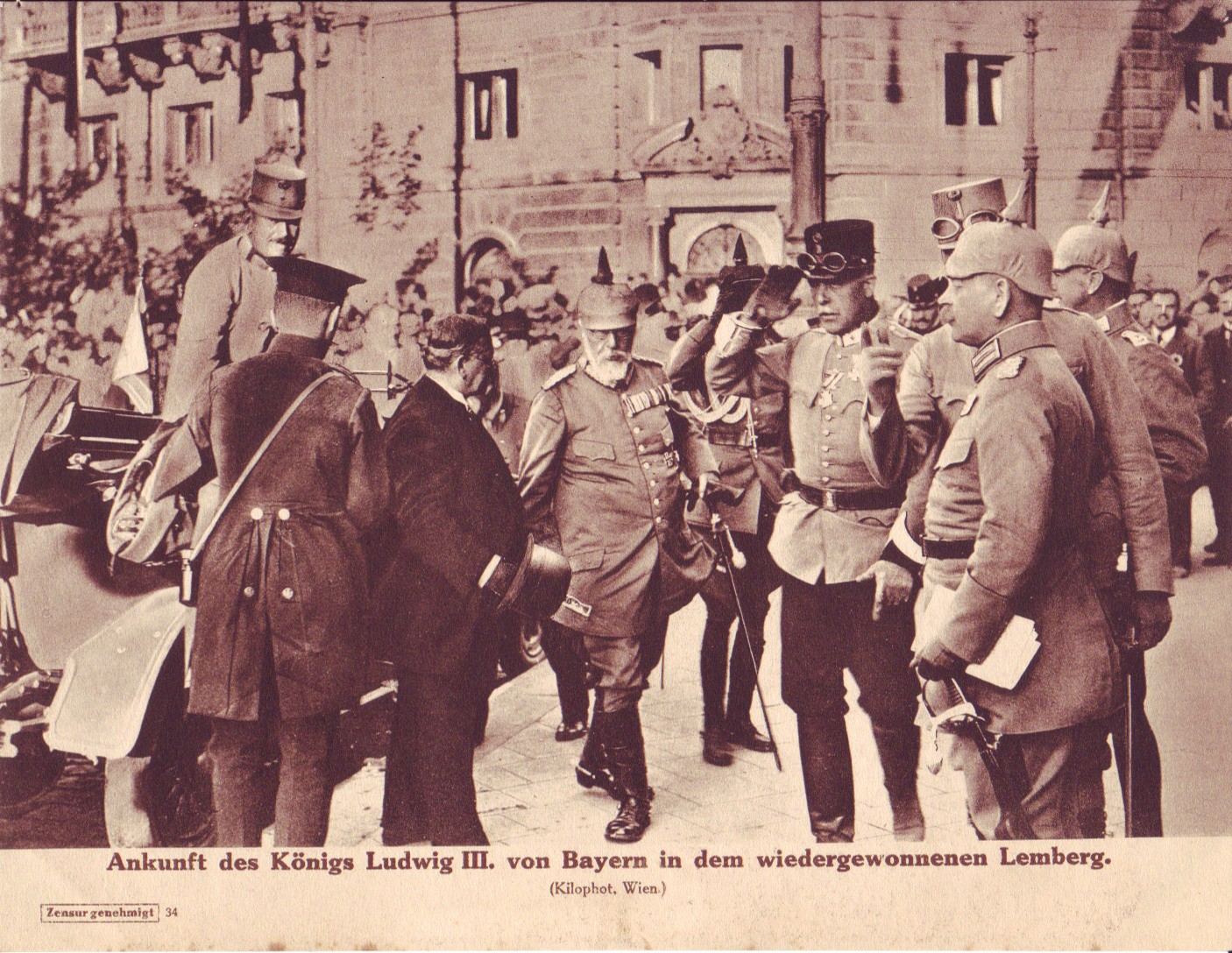
Ludwig III. in Lemberg, 1915 während des Weltkrieges

Wenige Tage danach brachte Ludwig zum Ausdruck, dass er als Ergebnis eines siegreichen Krieges die territoriale Vergrößerung Bayerns erwarte. Schon kurz nach dem Kriegsausbruch tat sich unter den deutschen Bundesstaaten besonders Bayern in Kompensationswünschen bei etwaigen Erwerbungen des Deutschen Reiches hervor. Vorerst forderte Ludwig III. das an die Bayerische Pfalz angrenzende Reichsland Elsass, später hegte er sogar großbayerische Träume nach dem Rheinland und Belgien und sogar der niederländischen Rheinmündung. Dies geschah, obwohl die belgische Königin damals eine Wittelsbacherin war. Während des Weltkrieges machte Ludwig weiterhin durch annexionistische Forderungen von sich reden, wobei diese wieder vor allem auf das Elsass und sogar auf Teile Belgiens mit Antwerpen abzielten, um Süddeutschland durch den Besitz der Hafenstadt an den Welthandel anzubinden. Am 6. Juni 1915, auf dem sogenannten Kanaltag in Fürth, der Jahresversammlung des 1891 gegründeten Bayerischen Kanalvereines, forderte er den direkten Zugang vom Rhein zum Meer. Auf Bitten der Reichsregierung wurde die Rede am 8. Juni in der Bayerischen Staatszeitung nur in abgeschwächter Form veröffentlicht, um die neutralen Niederlande nicht zu verärgern. Ludwig begründete diesen Anspruch mit dem anzustrebenden Ausgleich gegenüber preußischen Erwerbungen und mit historischen Rechten der Wittelsbacher in diesen Gebieten. Dieses „Neuburgund“, das schon unter den bayerischen Kurfürsten Max Emanuel und Karl Theodor im 18. Jahrhundert ein politisches Gedankenspiel gewesen war, scheiterte an der Ablehnung des Reichskanzlers und Preußens, aber auch an den anderen Bundesstaaten. Bayern konnte nicht einmal den Erwerb, auch nur von Teilen, des Elsass in diversen Teilungsprojekten endgültig sicherstellen. Die Forderung nach der Annexion von Teilen Belgiens ließ Ludwig 1916 fallen, verlangte aber weiterhin die Angliederung des Elsass an Bayern. Allerdings sind diese Forderungen nicht nur Ludwig anzulasten, da zum Beispiel große Teile der Zentrumspartei ähnliche Pläne hegten. Ihre Ursache liegt nicht zuletzt darin, dass im Gefolge eines deutschen Sieges ein weiterer Ausbau der preußischen Dominanz im Reich befürchtet wurde. Dem suchte man durch eigenständige bayerische Gebietsansprüche entgegenzuwirken.
Zudem war Bayern auf höchster Ebene und mit allen Ressourcen in den Krieg involviert. Ludwigs Sohn, der bayerische Kronprinz Rupprecht, war einer der Befehlshaber an der Westfront; Ludwigs Bruder Leopold von Bayern fungierte dagegen als Oberbefehlshaber im Osten.
Vermutlich von dem von ihm verehrten Großadmiral Tirpitz vorgeschoben, schlug der Oldenburger Großherzog Friedrich August als ein Wortführer der Annexionisten bereits im März 1915 dem Bayerischen König vor, im Namen der deutschen Fürsten von Wilhelm II. die Entlassung des seiner Meinung nach zu schwachen Reichskanzlers Bethmann-Hollweg zu verlangen, der einem „deutschen Frieden“ im Wege stehe. Ludwig ging darauf aber nicht ein, da diese Initiative der Staatsminister des Äußeren und Vorsitzende im Ministerrat Georg von Hertling zu verhindern wusste.
Die Ablösung Erich von Falkenhayns durch Erich Ludendorff und Paul von Hindenburg am 29. August 1916 (3. OHL) brachte einen Wechsel in der Politik der OHL gegenüber dem Bayerischen Kriegsministerium und der bayerischen Wirtschaft: Am 31. August 1916 wurde das Hindenburg-Programm verkündet, das drastische Maßnahmen zur Steigerung der Wirtschaftskraft verlangte. Dieses von Hindenburg und Ludendorff eingerichtete Programm entsprach nun einer Militärdiktatur. Insbesondere gegen Ludendorff hegte der König eine große Abneigung. Die massive Stärkung der Reichsgewalt ging nun auch mit einer enormen Schwächung der politischen Handlungsmöglichkeit der Bundesstaaten einher.
Nachdem Georg von Hertling im November 1917 Nachfolger des Reichskanzlers Georg Michaelis geworden war, ernannte der König keinen weiteren Zentrumspolitiker, sondern den parteilosen Otto von Dandl zum neuen Regierungschef Bayerns. Derweil kam es in München schon im Juni 1916 infolge der knappen Lebensmittelrationierung zur ersten einer bis 1918 nicht mehr endenden Folge von Hungerdemonstrationen. Negative Berichte von Fronturlaubern verschlechterten die Stimmung. Der schwelende Konflikt zwischen Bauern und Stadtbewohnern im Zuge der Nahrungsmittelknappheit wurde auch im Landtag zwischen den Parteien ausgetragen und führte bereits im Dezember 1916 zu Ministerrücktritten. Am 28. Januar 1918 kam es auch in Bayern zum ersten Streik gegen den Krieg, dem weitere folgten. Am 31. Januar 1918 demonstrieren 8000 Kriegsgegner auf der Münchner Theresienwiese. Im Sommer machten die Frauen ihrer Wut Luft und veranstalten Hungerdemonstrationen auf dem Marienplatz in München. Ludwig ließ jedoch zahlreiche Schlösser zu Lazaretten umfunktionieren und spendete hohe Summen für Opfer und Hinterbliebene.

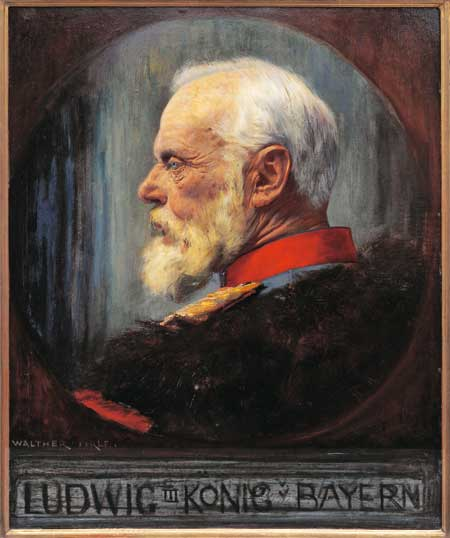
Ludwig III., König von Bayern (Porträt von Walther Firle, Öl auf Malpappe, 1914)
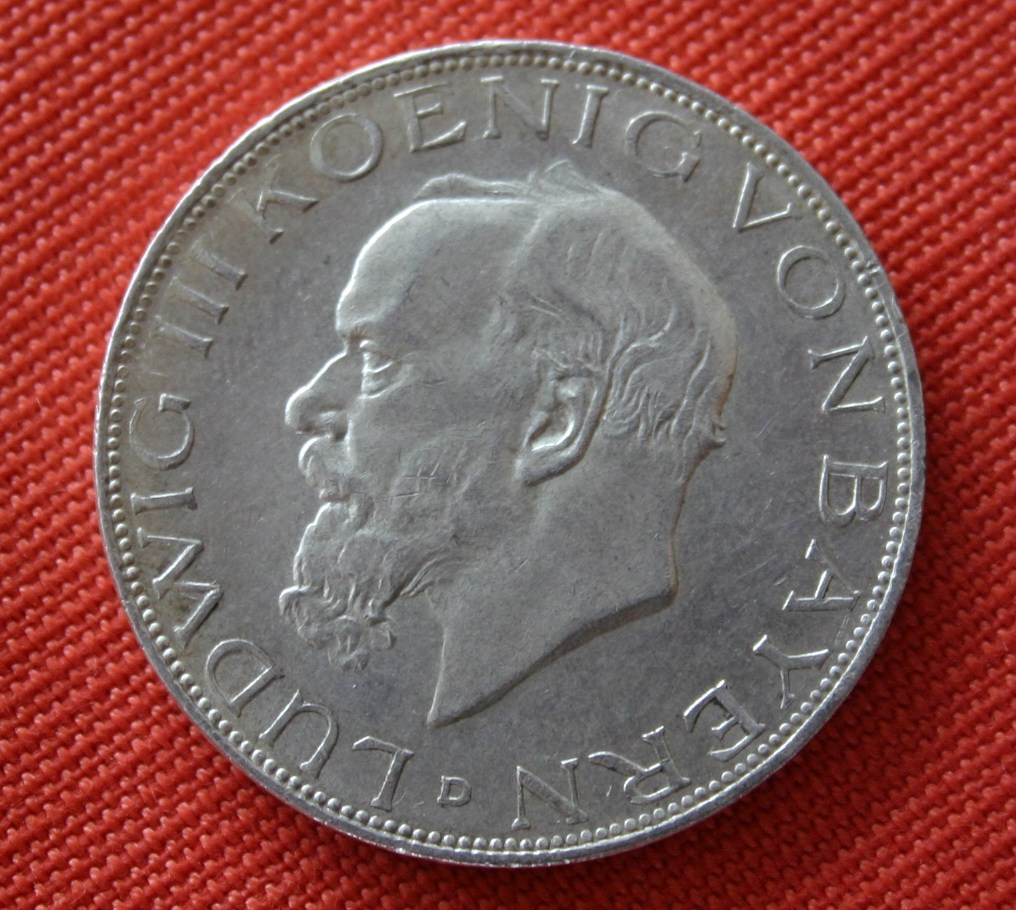
3-Mark-Stück von 1914
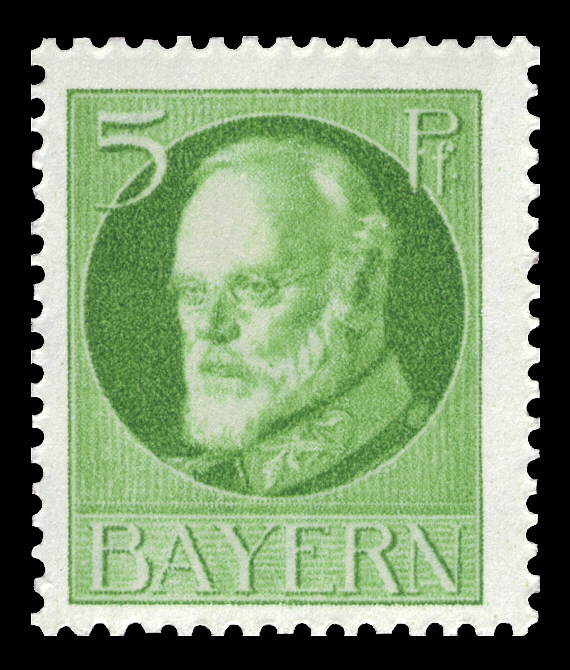
Briefmarke mit Porträt Ludwigs III., Ausgabe am 30. März 1914
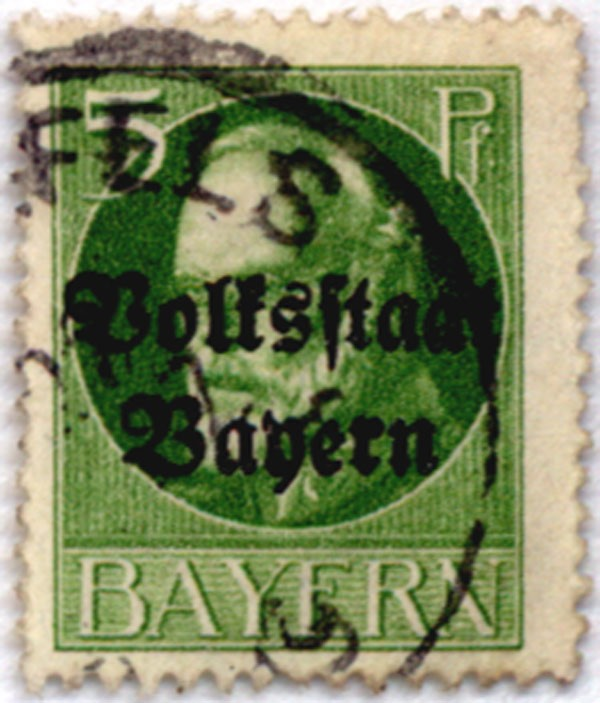
Briefmarke mit Aufdruck „Volksstaat Bayern“ – nach Ludwigs Absetzung
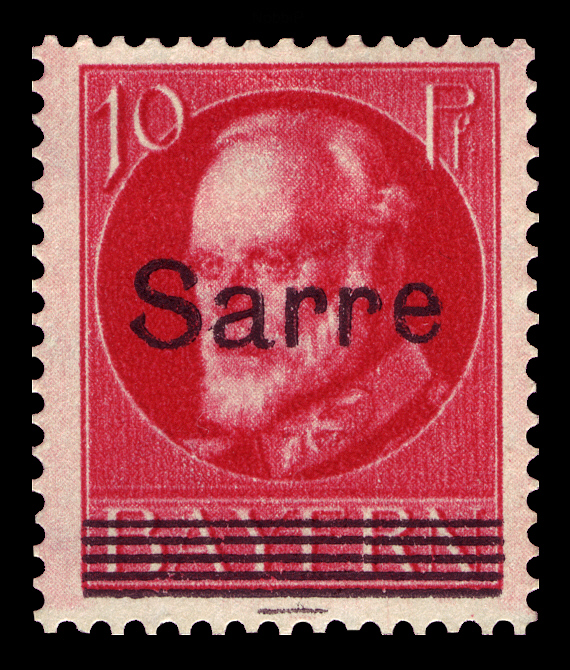
Nach Abtrennung der bayerischen Saarpfalz: Briefmarke des Saargebiets aus dem Jahr 1920 mit Aufdruck „Sarre“ auf bayerischer Marke der Ausgabe von 1914

### Reformversuche und Sturz
Während des Krieges wurde der König zunehmend unpopulär. Seine Einstellung wurde als zu „preußenfreundlich“ wahrgenommen. Im Zuge der immer schlimmer werdenden sozialen Lage Bayerns mit akuter Lebensmittelknappheit wurde Ludwig sogar gerüchteweise vorgeworfen, die auf seinem Gut produzierten Güter zu überteuerten Preisen zu verkaufen und nur seinen Profit steigern zu wollen. Im Februar 1918, anlässlich seiner Goldenen Hochzeit, spendete das Königspaar noch 10 Millionen Mark für wohltätige Zwecke. Am 15. August 1918, nachdem die deutsche Offensive im Westen endgültig gescheitert war, forderte der bayerische Ministerrat unter Dandl die Reichsleitung auf, einen Verständigungsfrieden zu suchen. Auch der bayerische Kronprinz drängte zum Frieden. Nun war auch König Ludwig III. erstmals für Friedensverhandlungen. Je mehr sich die Lage der Bevölkerung verschlechtert hatte, desto mehr wurde jedoch die Schuld „oben“ gesucht, wobei dieses „oben“ einerseits personalisiert wurde und König und Königin („Millibauer“, „Topfenresel“) meinte, andererseits sich auf Preußen konzentrierte. Ludwig III. wurde bereits als Hindernis für einen Friedensprozess gesehen, hatte er doch auch während des Ersten Weltkrieges ungerührt Interessenpolitik zu seinen eigenen Gunsten betrieben. Häufiger als die meisten anderen Bundesfürsten besuchte Ludwig während des Krieges jedoch seine Truppen an allen Fronten.

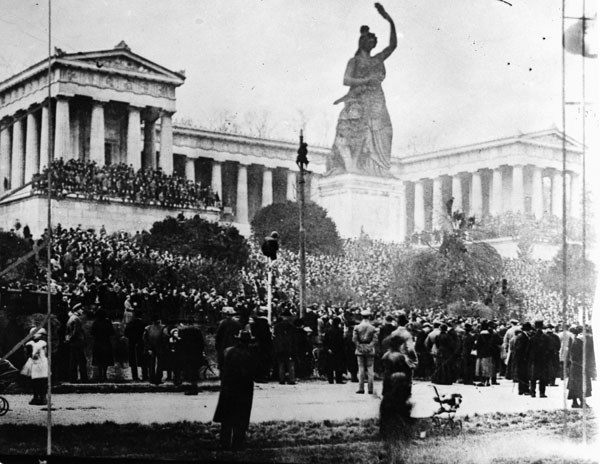
Demonstration auf der Theresienwiese am 7. November 1918

Im Oktober 1918 geriet München zunehmend in eine aufgewühlte Stimmung und politische Veranstaltungen sowohl in Bierkellern als auch im Freien hatten starken Zulauf. Ende Oktober sprach sich die bayerische Regierung für die Abdankung des Kaisers aus. Als Reichskanzler Prinz Max von Baden daraufhin Ludwig um seine Initiative bat, blieb der König jedoch passiv. Unterdessen war die Habsburgermonarchie zusammengebrochen und aus dem Krieg ausgeschieden, was nun Bayerns Südgrenze bedrohte, die schließlich Ludwigs Sohn Franz deckte, nachdem die bayerischen Truppen von der Westfront nicht abgezogen worden waren. Auch Überlegungen eines bayerischen Separatfriedens wurden von König und Regierung nicht aufgegriffen. In seinem Diensttagebuch berichtete ein Polizist, der den König bei Spaziergängen begleitete, von einem Zwischenfall am 16. Oktober 1918. Als der König an einer Kaserne vorüberging, riefen ihm Soldaten aus einem geöffneten Fenster „Milchbauer“ nach.
Seit September 1917 diskutiert, wurde noch am 2. November 1918 eine umfangreiche Verfassungsreform durch ein Abkommen zwischen der königlichen Staatsregierung und allen Landtagsfraktionen geschlossen, die unter anderen die Einführung des Verhältniswahlrechtes vorsah. König Ludwig III. stimmte noch am selben Tage der Umwandlung der konstitutionellen in eine parlamentarische Monarchie zu. Die Ausrufung der Republik nur fünf Tage später kam dieser jedoch zuvor.
Erstmals am 3. November 1918 kamen auf Initiative der USPD auf der Theresienwiese gut tausend Menschen zusammen, um für Frieden zu demonstrieren und die Freilassung inhaftierter Streikführer zu fordern. Um den eingeleiteten Übergang zur parlamentarischen Monarchie in Bayern nicht zu gefährden, forderte König Ludwig III. die Polizei zur Zurückhaltung auf, obwohl Hinweise auf einen Umsturzversuch durch die USPD vorlagen. Der Sozialist Kurt Eisner führte dann zusammen mit Ludwig Gandorfer im Anschluss an eine Massenkundgebung auf der Theresienwiese am 7. November einen stetig größer werdenden Demonstrationszug zuerst zu den Garnisonen Münchens und dann ins Stadtzentrum an, ohne auf nennenswerten Widerstand zu treffen. Im Zuge der Novemberrevolution proklamierte Kurt Eisner am 8. November 1918 den Freistaat Bayern und erklärte Ludwig als König für abgesetzt. Damit war der bayerische Monarch der erste deutsche Bundesfürst, den die Revolution vom Thron vertrieben hatte. Der Rückhalt der Monarchie war soweit geschwunden, dass ohne Widerstand alle Münchener Kasernen, Polizeistationen und Zeitungen von den Aufständischen eingenommen wurden. Fast 200.000 der insgesamt 910.000 bayerischen Soldaten hatten zu diesem Zeitpunkt ihr Leben verloren.
Trotz der seit längerem gärenden Unzufriedenheit unter der in weiten Teilen notleidenden Bevölkerung traf der Aufruhr den König völlig unvorbereitet. Von dem Ausbruch der Revolution soll er am 7. November bei seinem täglichen Nachmittagsspaziergang im Englischen Garten von einem Passanten erfahren haben. Nach seiner Rückkehr in die Residenz fand er diese vom Personal und den Wachen weitgehend verlassen vor. Gegen 19 Uhr erschienen die ersten Demonstranten vor der königlichen Residenz. Philipp von Hellingrath, der bayerische Kriegsminister, musste eingestehen, dass in München keine Truppen mehr zur Verfügung standen, um die Monarchie zu verteidigen. Mit auswärtiger Hilfe konnte nicht gerechnet werden, da Meldungen von Unruhen auch andernorts vorlagen. Angesichts der für den König prekären Situation wurde Ludwig III. von Otto von Dandl und Innenminister Friedrich von Brettreich die vorübergehende Flucht empfohlen. Da die Sicherheit des Königs nicht mehr zu gewährleisten war, veranlassten ihn seine Minister, mit dem restlichen Hofstaat mit Automobilen nach Schloss Wildenwart im Chiemgau abzureisen. Zusammen mit seiner schwerkranken Frau, drei Töchtern, dem Erbprinzen Albrecht und einem kleinen Hofstaat verließ der König gegen 23 Uhr München in Zivilkleidung. Die drei Mietautos mit den Flüchtenden hatten zwar Schloss Wildenwart am Chiemsee zum Ziel, später musste der Tross aber weiter an den Hintersee in Ramsau bei Berchtesgaden fliehen. Als auch hier die Sicherheit des Königs bedroht schien, entschied man sich schließlich, Bayern zu verlassen und im Schloss Anif nahe Salzburg in Österreich Zuflucht zu suchen. Das Anifer Schloss befand sich im Besitz des zu dieser Zeit abwesenden bayerischen Reichsrats Ernst Graf von Moy. In Tagebuchaufzeichnungen beschreiben die Töchter des Königs, insbesondere Prinzessin Wiltrud, die Flucht der königlichen Familie und die Monate danach in vielen Details.

„Die Dynastie Wittelsbach ist abgesetzt!
Bayern ist fortan ein Freistaat!“

Am 12. November 1918 kam der von der Revolutionsregierung am 8. November abgesetzte Dandl auf Initiative Ludwigs nach Anif, nachdem er und General Speidel zuvor Ludwig in Wildenwart nicht mehr angetroffen hatten. Darauf entband Ludwig mit der Anifer Erklärung die bayerischen Beamten und Soldaten ihres Treueeides und stellte damit den Fortgang der Verwaltung sicher, verweigerte jedoch die Abdankung. Erst nach der Novemberrevolution erfolgte ab 12. November 1918 die Räumung des besetzten Gebietes an der Westfront durch die bayerischen Divisionen und der Rückmarsch in die Heimat.

## Letzte Jahre

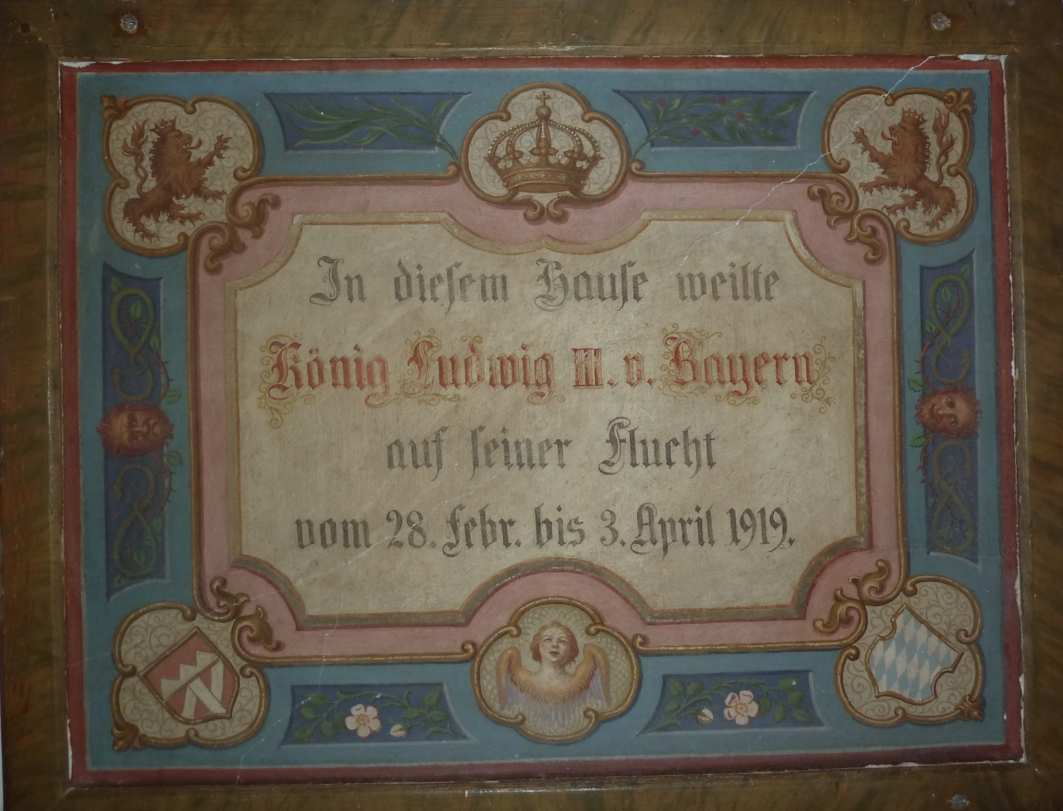
Erinnerungstafel zu Ludwigs Aufenthalt im Posthotel Kassl in Oetz vom 28. Februar bis zum 3. April 1919

Die Revolutionsregierung interpretierte die am 13. November veröffentlichte Anifer Erklärung jedoch als Abdankung und erlaubte dem ehemaligen König, sich in Bayern aufzuhalten. Als „Unterstützung“ im Zuge der sogenannten Fürstenenteignung erhielt er 600.000 Mark. Die monarchistischen Beamten in Justiz und Bürokratie behielten im Wesentlichen ihre Stellungen und verhielten sich abwartend.
Am 21. Februar 1919 wurde Kurt Eisner von dem Aristokraten Anton Graf von Arco auf Valley ermordet, so dass Ludwig, der in der Folge einen antiroyalistischen Racheakt erwartete, Bayern überstürzt in Richtung Kufstein wieder verließ. Auf den beinahe friedlichen Umsturz 1918 folgte nun mit roter und weißer Revolution eine Zeit der Gewalt. Ludwig lebte nacheinander in Oetz in Tirol, in Vaduz in Liechtenstein und danach in Zizers in der Schweiz im Exil. Weitere Stationen waren Sigmaringen und dann wieder die Schweiz.
Im April 1920 kehrte er schließlich nach Bayern zurück, wo er wieder auf Schloss Wildenwart wohnte und gelegentlich Ausflüge nach Lenggries und Berchtesgaden unternahm.
Besuchern soll Ludwig damals versichert haben, jederzeit wieder bereit zu stehen, wenn das Volk ihn riefe. Auf dem Höhepunkt der Spannungen zwischen Deutschland und den Siegermächten des Ersten Weltkriegs um die Höhe der im Versailler Friedensvertrag geforderten Reparationszahlungen hatte Ludwig in Wildenwart als eine Art politisches Vermächtnis eine Denkschrift diktiert, in der die Gründung eines europäischen Staatenbundes, allerdings ohne Frankreich, gefordert wurde. Der Namenstag Ludwigs am 25. August 1921 wurde, unter reger Anteilnahme der Bevölkerung und regionaler Politiker, festlich begangen. Am 18. Oktober 1921 starb Ludwig, der seit längerem an Magenblutungen litt, während einer Reise an Herzversagen auf seinem Schloss Nádasdy in Ungarn.

## Beisetzung

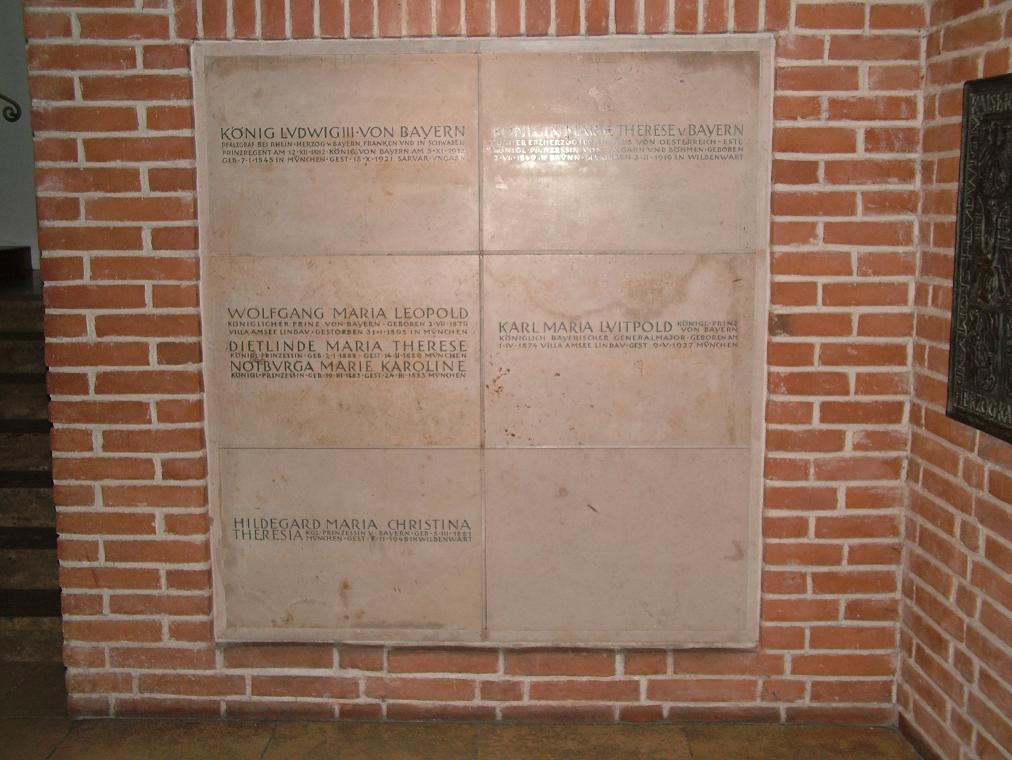
Grabplatte von Ludwig III. im Münchner Frauendom (links oben)

Nach dem Tod Ludwigs in Ungarn am 18. Oktober 1921 wurde sein Leichnam elf Tage später mit der Eisenbahn nach Bayern überführt. Tausende Menschen huldigten dem toten König; mit einem Vierspänner und begleitet von zahlreichen Vereinsabordnungen wurde der Sarg nach Wildenwart gebracht. Dort wurde das letzte bayerische Königspaar bis zur Überführung nach München am 4. November 1921 aufgebahrt. Anschließend wurden die beiden Särge in die Münchener Ludwigskirche überführt.
Da aus Rücksicht auf die Reichsregierung ein Staatsbegräbnis nicht durchführbar erschien, übertrug die bayerische Staatsregierung die Organisation des Begräbnisses dem Regierungspräsidenten von Oberbayern Gustav Ritter von Kahr als Privatperson. Die Staatsregierung hatte sich von Kahr versichern lassen, dass die Ausrufung der Monarchie nicht geplant sei. Damit handelte sie im Einverständnis von Kronprinz Rupprecht, der seine Rechte nur auf legalem Wege antreten wollte.
Am 5. November 1921 bewegte sich der Leichenzug im traditionellen Zeremoniell der Monarchie mit den Särgen des Königspaares auf dem sechsspännigen Hoftrauerwagen von der Ludwigskirche zur Frauenkirche. Den Totengottesdienst zelebrierte Erzbischof Michael von Faulhaber; die Trauerrede enthielt ein Bekenntnis zur Monarchie und zum Gottesgnadentum. Ludwig wurde in der Frauenkirche mit seiner Frau in der Familiengruft der Wittelsbacher beigesetzt. Nach dem Zweiten Weltkrieg wurde die Unterkirche des Münchner Frauendoms durch Kardinal Faulhaber umgestaltet. Die Särge der dort beigesetzten Wittelsbacher wurden dabei in neue Wandnischen übertragen und hinter Grabplatten eingemauert.
Sein Herz wurde getrennt bestattet und befindet sich in der Gnadenkapelle von Altötting.

## Auszeichnungen (Auswahl)
Als König von Bayern war Ludwig III. auch Großmeister der bayerischen Ritter- und Verdienstorden, von denen der Hubertusorden, der Georgsorden, der Militär-Max-Joseph-Orden und der Verdienstorden der Bayerischen Krone die höchsten waren. An ausländischen Auszeichnungen erhielt er:
- Militärverdienstkreuz I. Klasse (Österreich), am 13. Juni 1915
- Großkreuz des Militär-Maria-Theresien-Ordens (Österreich), am 30. Juni 1917

Der König selbst stiftete im Januar 1916 das König Ludwig-Kreuz.

## Ehrungen
- Dr. rer. pol. h. c. (München 1872)
- Dr. rer. techn. e. h. (TH München 1901)
- Ehrenmitglied der Bayerischen Akademie der Wissenschaften (1896)
- Oberstinhaber des K.u.k. Infanterie-Regiments „Rupprecht Kronprinz von Bayern“ Nr. 43
- Oberstinhaber des k.u.k. Infanterie-Regiments Nr. 62 „Ludwig III. König von Bayern“

Zahlreiche Regimenter, Bauwerke, Straßen und Plätze wurden nach ihm benannt. Außerdem widmete ihm Georg Fürst den Militärmarsch „König Ludwig III.“ Auch die Münchner Villenkolonie Prinz-Ludwigs-Höhe verdankt ihren Namen dem letzten bayerischen König.

## Vorfahren und Nachkommen

### Vorfahren
| Ahnentafel König Ludwig III. von Bayern  | Ahnentafel König Ludwig III. von Bayern                                                                                  | Ahnentafel König Ludwig III. von Bayern                                                                                   | Ahnentafel König Ludwig III. von Bayern                                                                                          | Ahnentafel König Ludwig III. von Bayern                                                                                      | Ahnentafel König Ludwig III. von Bayern                                                                         | Ahnentafel König Ludwig III. von Bayern                                                                         | Ahnentafel König Ludwig III. von Bayern                                                             | Ahnentafel König Ludwig III. von Bayern                                                             |
| ---------------------------------------- | --- | --- | --- | --- | --- | --- | --------------------------------------------------------------------------------------------------- | --------------------------------------------------------------------------------------------------- |
| Ururgroßeltern                           | Herzog Friedrich Michael von Pfalz-Birkenfeld (1724–1767) ⚭ 1746 Maria Franziska Dorothea von Pfalz-Sulzbach (1724–1794) | Georg Wilhelm von Hessen-Darmstadt (1722–1782) ⚭ 1748 Maria Luise Albertine von Leiningen-Dagsburg-Falkenburg (1729–1818) | Herzog Ernst Friedrich III. Carl von Sachsen-Hildburghausen (1727–1780) ⚭ 1758 Ernestine von Sachsen-Weimar Eisenach (1740–1786) | Großherzog Karl zu Mecklenburg-Strelitz (1741–1816) ⚭ 1768 Friederike Caroline Luise von Hessen-Darmstadt (1752–1782)        | Kaiser Leopold II. (1747–1792) ⚭ 1765 Maria Ludovica von Spanien (1745–1792)                                    | König Ferdinand I. von Neapel-Sizilien (1751–1825) ⚭ 1768 Maria Karolina von Österreich (1752–1814)             | Kurfürst Friedrich Christian von Sachsen (1722–1763) ⚭ 1747 Maria Antonia von Bayern (1724–1780)    | Herzog Ferdinand von Bourbon (1751–1802) ⚭ 1769 Maria Amalia von Österreich (1746–1804)             |
| Urgroßeltern                             | König Maximilian I. Joseph (1756–1825) ⚭ 1785 Auguste Wilhelmine von Hessen-Darmstadt (1765–1796)                        | König Maximilian I. Joseph (1756–1825) ⚭ 1785 Auguste Wilhelmine von Hessen-Darmstadt (1765–1796)                         | Herzog Friedrich von Sachsen-Hildburghausen (1763–1834) ⚭ 1785 Charlotte Georgine Luise von Mecklenburg-Strelitz (1769–1818)     | Herzog Friedrich von Sachsen-Hildburghausen (1763–1834) ⚭ 1785 Charlotte Georgine Luise von Mecklenburg-Strelitz (1769–1818) | Großherzog Ferdinand III. von Österreich-Toskana (1769–1824) ⚭ 1790 Luisa Maria von Neapel-Sizilien (1773–1802) | Großherzog Ferdinand III. von Österreich-Toskana (1769–1824) ⚭ 1790 Luisa Maria von Neapel-Sizilien (1773–1802) | Maximilian von Sachsen (1759–1838) ⚭ 1792 Caroline von Bourbon-Parma (1770–1804)                    | Maximilian von Sachsen (1759–1838) ⚭ 1792 Caroline von Bourbon-Parma (1770–1804)                    |
| Großeltern                               | König Ludwig I. (1786–1868) ⚭ 1810 Therese von Sachsen-Hildburghausen (1792–1854)                                        | König Ludwig I. (1786–1868) ⚭ 1810 Therese von Sachsen-Hildburghausen (1792–1854)                                         | König Ludwig I. (1786–1868) ⚭ 1810 Therese von Sachsen-Hildburghausen (1792–1854)                                                | König Ludwig I. (1786–1868) ⚭ 1810 Therese von Sachsen-Hildburghausen (1792–1854)                                            | Großherzog Leopold II. von Österreich-Toskana (1797–1870) ⚭ 1816 Maria Anna von Sachsen (1799–1832)             | Großherzog Leopold II. von Österreich-Toskana (1797–1870) ⚭ 1816 Maria Anna von Sachsen (1799–1832)             | Großherzog Leopold II. von Österreich-Toskana (1797–1870) ⚭ 1816 Maria Anna von Sachsen (1799–1832) | Großherzog Leopold II. von Österreich-Toskana (1797–1870) ⚭ 1816 Maria Anna von Sachsen (1799–1832) |
| Eltern                                   | Prinzregent Luitpold von Bayern (1821–1912) ⚭ 1844 Auguste Ferdinande von Österreich (1825–1864)                         | Prinzregent Luitpold von Bayern (1821–1912) ⚭ 1844 Auguste Ferdinande von Österreich (1825–1864)                          | Prinzregent Luitpold von Bayern (1821–1912) ⚭ 1844 Auguste Ferdinande von Österreich (1825–1864)                                 | Prinzregent Luitpold von Bayern (1821–1912) ⚭ 1844 Auguste Ferdinande von Österreich (1825–1864)                             | Prinzregent Luitpold von Bayern (1821–1912) ⚭ 1844 Auguste Ferdinande von Österreich (1825–1864)                | Prinzregent Luitpold von Bayern (1821–1912) ⚭ 1844 Auguste Ferdinande von Österreich (1825–1864)                | Prinzregent Luitpold von Bayern (1821–1912) ⚭ 1844 Auguste Ferdinande von Österreich (1825–1864)    | Prinzregent Luitpold von Bayern (1821–1912) ⚭ 1844 Auguste Ferdinande von Österreich (1825–1864)    |
| König Ludwig III. von Bayern (1845–1921) | | | | | | | | |

### Nachkommen

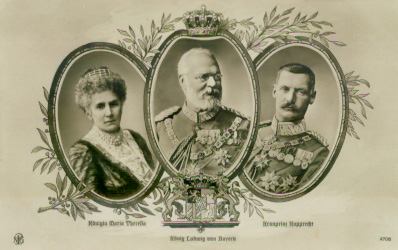
Ludwig III. mit Marie Therese und Rupprecht

Ludwig III. heiratete am 20. Februar 1868 in Wien Erzherzogin Marie Therese von Österreich-Este (1849–1919), Tochter von Erzherzog Ferdinand von Österreich-Modena und seiner Gattin Erzherzogin Elisabeth Franziska Maria von Österreich. Aus der Ehe gingen dreizehn Kinder hervor:
- Rupprecht (1869–1955), Kronprinz

1. ⚭ 1900 Herzogin Marie Gabriele in Bayern (1878–1912)
2. ⚭ 1921 Prinzessin Antonia von Luxemburg und Nassau (1899–1954)

- Adelgunde (1870–1958) ⚭ 1915 Fürst Wilhelm von Hohenzollern (1864–1927)
- Maria (1872–1954) ⚭ 1897 Ferdinand Herzog von Kalabrien (1869–1960)
- Karl (1874–1927)
- Franz (1875–1957) ⚭ 1912 Prinzessin Isabella von Croy (1890–1982)
- Mathilde (1877–1906) ⚭ 1900 Prinz Ludwig Gaston von Sachsen-Coburg und Gotha (1870–1942)
- Wolfgang (1879–1895)
- Hildegard (1881–1948)
- Notburga (*/† 1883)
- Wiltrud Marie Alix (1884–1975) ⚭ 1924 Herzog Wilhelm II. von Urach (1864–1928)
- Helmtrud (1886–1977)
- Dietlinde (1888–1889)
- Gundelinde (1891–1983) ⚭ 1919 Graf Johann Georg von Preysing-Lichtenegg-Moos (1887–1924)

## Dokumentarfilme
- König Ludwig III. (= Königreich Bayern. Folge 10). Drehbuch: Heinrich Biron. Deutschland 2005 (Online in der ARD Mediathek).[40]